# Macowania ericifolia
Macowania ericifolia là một loài thực vật có hoa trong họ Cúc. Loài này được (Forssk.) B.L.Burtt & Grau mô tả khoa học đầu tiên năm 1972.